# Siegfried Mampel
Siegfried Mampel (* 13. September 1913 in Halle (Saale); † 3. Mai 2003) war ein deutscher Jurist, der sich fast 50 Jahre mit dem Rechtssystem der DDR in Schriften auseinandersetzte.

## Leben

### Studium und Zweiter Weltkrieg
Siegfried Mampel wurde als Sohn eines Güterdirektors geboren. In seiner Geburtsstadt besuchte er das humanistische Gymnasium, an dem er 1932 Abitur machte. Anschließend studierte er Rechtswissenschaften in Halle, Rostock und Berlin. Er betätigte sich im Dienst als Referendar nach dem 1. juristischen Examen im Jahre 1935. Das große juristische Examen zum Assessor bestand er im April 1939. Mit dem Beginn seiner Soldatenzeit im August 1939 verbrachte er bis zu seiner Entlassung aus einem US-amerikanischen Lager im November 1945 mehr als sechs Jahre im Kriegsdienst und in Gefangenschaft.

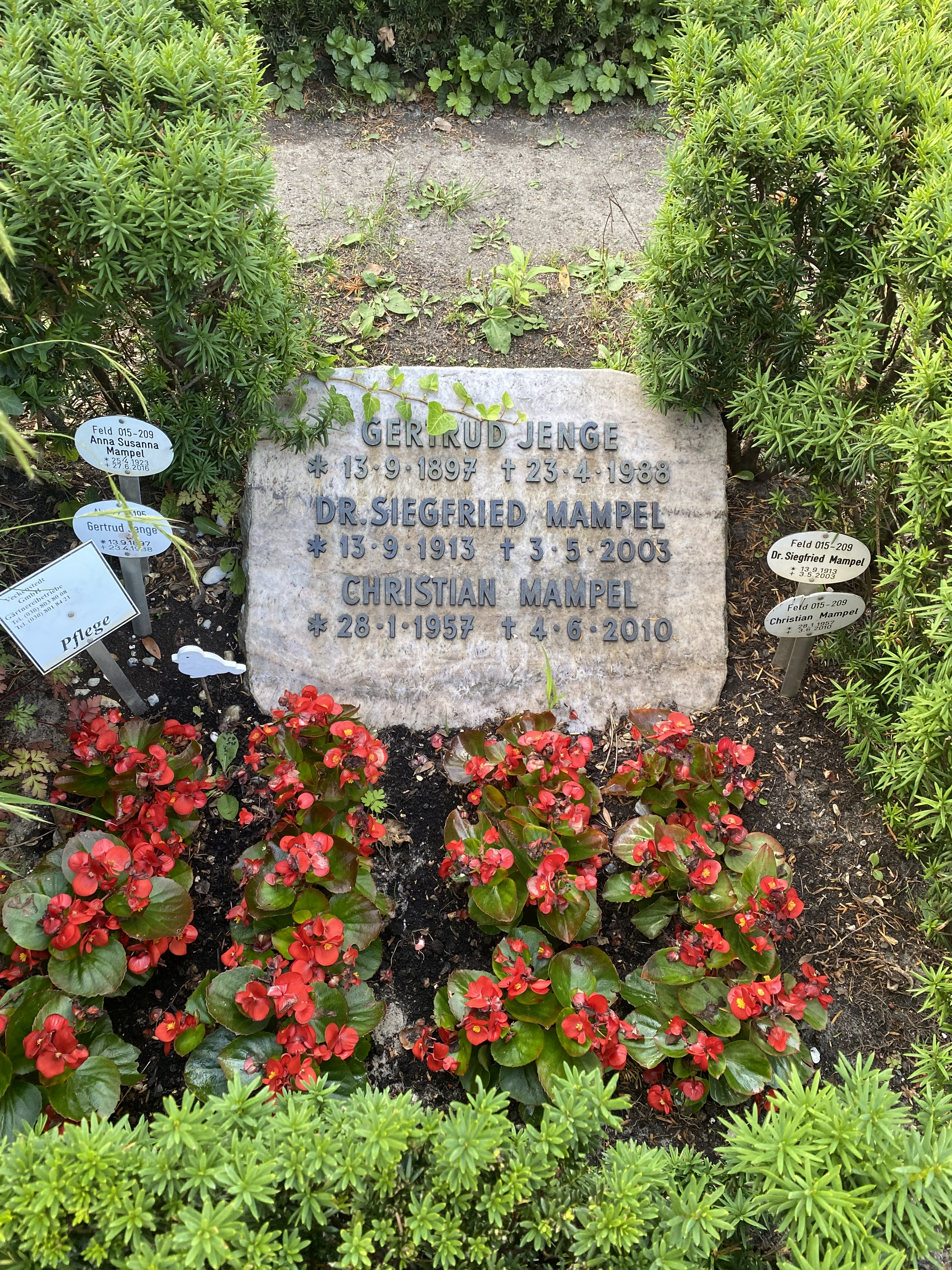
Grabstätte auf dem Friedhof Zehlendorf

### Politische Tätigkeit in der Sowjetischen Zone
Nach der Rückkehr in seine Heimatstadt wandte er sich der CDU zu und arbeitete von 1945 bis 1947 bei der Partei als Justitiar beim Landesverband von Sachsen-Anhalt. Ab 1946 bekleidete er auch den Posten des Geschäftsführers der Fraktion der CDU im Landtag nach den Wahlen im Herbst 1946. In dieser Zeit beteiligte er sich an der Formulierung einer Verfassung für das Land Sachsen-Anhalt und beschäftigte sich mit kommunalen Fragestellungen. Nachdem er sich auch schriftlich zu politischen Fragen geäußert hatte, verbot ihm die sowjetische Besatzungsmacht 1947 jede weitere politische Tätigkeit. Vor allem war man auf ihn aufmerksam geworden, als er den Entwurf eines Gesetzes für die Verwaltungsgerichtsbarkeit vorlegte. 

### Flucht nach West-Berlin
Somit wechselte Mampel an die Landesversicherungsanstalt von Sachsen-Anhalt und arbeitete dort als Sachbearbeiter für Rechtsfragen bis zum Dezember 1950. Am 3. Juni 1950 trat er als Mitglied Nr. 168 der Vereinigung Freiheitlicher Juristen der Sowjetzone, dem Trägerverein des Untersuchungsausschusses Freiheitlicher Juristen (UFJ) bei. Zu diesem Zeitpunkt lebte er in Halle/Saale, flüchtete jedoch kurz darauf nach West-Berlin. Am 1. April 1951 wurde er im Untersuchungsausschuß Freiheitlicher Juristen (UFJ) Abteilungsleiter für die Bereiche Arbeitsrecht und Versicherungswesen. Zum Hauptabteilungsleiter für die Abteilungen Wirtschaft und Sozialrecht beförderte man ihn 1952. In den nächsten Jahren veröffentlichte er mehrere Schriften zur DDR unter dem Pseudonym Alfred Leutwein, um nicht seine Verwandten in Halle politisch zu gefährden. Im Jahr 1956 gab die Ost-Berliner SED-Zeitung BZ am Abend in einer Glosse Mampels richtigen Namen bekannt. Bis 1972 verwendete er die Bezeichnung Mitteldeutschland neben „DDR“ in seinen Schriften. 

### Verwaltungstätigkeit und Gesamtdeutsches Institut
Im Jahr 1958 wurde Mampel Stellvertreter von Walther Rosenthal, dem Leiter des UFJ und gleichzeitig zum Hauptabteilungsleiter für die Bereiche Verfassung und Verwaltung. Er war Mitglied der CDU Berlin und wurde Bezirksverordneter in Berlin-Steglitz. An der Hochschule für politische Wissenschaften in München übernahm er 1963 eine Vorlesung als Lehrbeauftragter. Im Jahr 1967   promovierte er zum Dr. jur. An der  Freien Universität Berlin wurde er 1977 zum Honorarprofessor ernannt. Im Jahr 1969 ging der UFJ im Gesamtdeutschen Institut auf, wo er als Stellvertreter des Leiters der Abteilung VI im Referat Recht und Verwaltung wirkte. Dort ging er im März 1978 in Pension. 
Am 19. April 1978 war er an der Gründung der Gesellschaft für Deutschlandforschung beteiligt und blieb bis 1992 deren erster Vorsitzender.
Siegfried Mampel verstarb 89-jährig und wurde auf dem Friedhof Zehlendorf (Feld 015-209) beigesetzt.

## Schriften
- Der Betriebskollektivvertrag in der Sowjetischen Besatzungszone. Bonn 1957.
- mit Karl Hauck: Sozialpolitik in Mitteldeutschland. Stuttgart 1961.
- Die Verfassung der Sowjetischen Besatzungszone Deutschlands. Frankfurt am Main 1962.
- Der Sowjetsektor von Berlin; eine Analyse seines äusseren und inneren Status. Frankfurt am Main 1963.
- Die volksdemokratische Ordnung in Mitteldeutschland; Texte zur verfassungsrechtlichen Situation mit einer Einleitung. Frankfurt am Main 1963.
- Das Recht in Mitteldeutschland. Staats- und Rechtslehre, Verfassungsrecht. Berlin 1966.
- Arbeitsverfassung und Arbeitsrecht in Mitteldeutschland. Köln 1966.
- Herrschaftssystem und Verfassungsstruktur in Mitteldeutschland. Die formelle und die materielle Rechtsverfassung der „DDR“. Köln 1968.
- Die sozialistische Verfassung der Deutschen Demokratischen Republik; Text und Kommentar. Frankfurt am Main 1972.
- mit Gernot Gutman: Probleme systemvergleichender Betrachtung. Berlin 1986.
- Wissenschaft und Forschung im geteilten Deutschland. Berlin 1988.
- mit Jens Hacker: Europäische Integration und deutsche Frage. Berlin 1989.
- mit Alexander Uschakow: Die Reformen in Polen und die revolutionären Erneuerungen in der DDR. Berlin 1991.
- Der Untergrundkampf des Ministeriums für Staatssicherheit gegen den Untersuchungsausschuß Freiheitlicher Juristen in West-Berlin (Schriftenreihe des Berliner Landesbeauftragten für die Unterlagen des Staatssicherheitsdienstes der ehemaligen DDR, Bd. 1). 4., neubearbeitete und wesentlich erweiterte Auflage. Berlin 1999.
- Totalitäres Herrschaftssystem. Normativer Charakter, Definition, Konstante und variable Essenzialien, Instrumentarium. Berlin 2001.
- Entführungsfall Dr. Walter Linse – Menschenraub und Justizmord als Mittel des Staatsterrors. 3. Auflage. Berlin 2006.

## Auszeichnungen
- 1983: Großes Bundesverdienstkreuz[4]